# Eneasz z Gazy
Eneasz z Gazy (ur. pom. 430 a 460, zm. pom. 490 a 530) – wczesnochrześcijański pisarz, teolog, filozof, prawnik i retor.

## Życiorys
Eneasz urodził się około połowy V wieku w Gazie. Kształcił się w Gazie i Aleksandrii, pod kierunkiem neoplatonika Hieroklesa. Po ukończeniu studiów objął katedrę retoryki w Gazie, a prawdopodobnie także filozofii i prawa. Sprawował ważne urzędy m.in. defensora civitatis. Podróżował po miastach Syrii i Palestyny, być może dotarł do Konstantynopola, gdzie wykładał retorykę. Jego uczniem był Dionizy z Antiochii. Data jego śmierci w zależności od przyjętej metody jest ustalana na okres pomiędzy 490 a 530 rokiem.

## Twórczość
Eneasz jest autorem cenionego w średniowieczu dialogu Teofrast, czyli o nieśmiertelności duszy i zmartwychwstaniu ciała (De immortalite), w którym polemizuje z neoplatonikami na temat preegzystencji duszy, stworzenia świata i zmartwychwstania. Występuje więc kolejno przeciw wędrówce i preegzystencji dusz, rozważa w jaki sposób człowiek jest odpowiedzialny za własne przeznaczenie, dlaczego Bóg wciąż stwarza dusze, dowodzi nieśmiertelności bytów rozumnych, przedstawia definicję duszy, przeciw Plotynowi dowodzi, że materia jest stworzona, broni dobroci dzieł Boga i wreszcie pisze o zmartwychwstaniu. W tekście dialogu przekonuje również swego rozmówcę, którym jest filozof Teofrast o słuszności chrześcijańskiej nauki o nieśmiertelności duszy i rzeczach ostatecznych na tyle skutecznie, że ten decyduje się wystąpić z Akademii. Cytuje głównie Platona (zwłaszcza Gorgiasza), którego mądrość wywodzi od Chaldejczyków i Egipcjan, a także Plotyna i Grzegorza z Nyssy. Przytacza również sporo cytatów z drugiej ręki. W 1958 roku wydała go w Neapolu M.E. Colonna pod tytułem Teofrasto.
Zachowało się również 25 listów Eneasza skierowanych do przyjaciół i uczniów, ukazujących życie i sprawy codzienne Gazy. Świadczą one lepiej o szlachetnym i humanitarnym jego charakterze niż o smaku estetycznym. Jako Epistoli wydał je w 1950 roku, w Neapolu, L. Masa Positano.
W zachowanym w Codex Augustanus epigramie, być może autorstwa Artagosa, Eneasz sławiony jest jako celujący między retorami attycką muzą i przewyższający wszystkich współczesnych i dawniejszych boskimi słowami. Jego attycyzm pozostawia jednak sporo do życzenia. Używa wielu wyrazów nieattyckich, zwłaszcza nowych kompozytów czasownikowych, w szerszym też zakresie niż inni Gazejczycy dopuszcza rozziew.

## Poglądy
Eneasz jako szczery wielbiciel Platona powołuje się na jego autorytet dla uzasadnienia swych chrześcijańskich przekonań: Sam Platon powiedział, że należy podążać za Platonem tak długo, aż pojawi się ktoś mądrzejszy od niego, a nie ma nikogo mądrzejszego niż Bóg. Jego Teofrast, wykazuje dobre opanowanie platońskiego stylu, ale nie metody. Eneasz rozpoczyna z sokratejską ironią: rozmówca chrześcijanin przychodzi szukać mądrości do pogańskiego filozofa. Wątpienie Sokratesa zastępuje jednak chrześcijańska pewność: między dobrymi chrześcijanami nie ma dogmatu, który by zależał od słownego dowodu, czerpie on bowiem pewność z tego, co dobrze działa.
Dlatego dialog rozwija dalej krytykę platońskiego mitu, jeśli bowiem obali się hipotezę, należy odrzucić stojącą za nią filozofię. Na przykład jeśli dusza rzeczywiście spada z wyższego poziomu na niższy, to fakt ten skłoni grzesznika do dalszego grzeszenia, dusza jest bowiem na ziemi niewolnikiem namiętności i wszystko, co pociąga ją do upadku, szkodzi jej. Porządek taki byłby sprzeczny ze sprawiedliwością, której naturą jest leczyć. Dalej jeśli dusza opuszczałaby wyższy stan, naruszałoby to porządek kosmosu, który jest uniwersalny i wieczny. Wreszcie gdyby dusza miała przechodzić z jednego ciała do drugiego, oznaczałoby to, że Bóg wymaga od duszy więcej niż jednego wcielonego życia, za które ją potem sądzi jednym sądem. Co więcej preegzystencja duszy zakłada jej dalsze istnienie po rozpadnięciu się ciała. Jeżeli jak chce Platon dusze dobre wędrują wtedy na Pola Elizejskie, a złe do Hadesu, to musi przyjść czas, gdy na widzialnym świecie nie będzie więcej dusz. Na tej podstawie odrzuca platońską teorię duszy i sięga po doktrynę Arystotelesa i św. Grzegorza z Nyssy. Liczba dusz jest według niej nieskończona, ale skończona w oczach Boga. Dusza nie jest boska i nie istnieje wcześniej, lecz zaczyna istnieć wraz z ciałem, jak o tym naucza św. Grzegorz z Nyssy: Ponieważ człowiek jest jednością duszy i ciała jego istnienie musi mieć jeden i wspólny początek.
Dusza jest nieśmiertelna. Każdy żywy organizm składa się z materii i formy. Ta ostatnia, jako czynna i sprawcza idea, a zarazem racjonalna substancja, musi pozostać nieśmiertelna dla Stwórcy, który zawsze jest tożsamy z samym sobą i nie przestaje przekazywać nieśmiertelności racjonalnym bytom. Po śmierci ciała, dusza, która jest formą ciała, pozostawia w nim ślad swej nieśmiertelności, który, we współpracy z Boską Opatrznością, ma moc zgromadzić rozproszone części zmarłego ciała i przemienić je, nadając mu właściwości, które miało przed śmiercią, tak że materialne ciało we wskazanym przez Boga czasie, ożywa i odzyskuje swą duszę, stając się nieśmiertelnym. Nawet materia ma stopnie nieśmiertelności i może w pewnym momencie stać się niematerialną, ponieważ wszystkie rzeczy stworzone przejawiają naturalną skłonność do doskonałości. Całe stworzenie ma cel moralny i w bólach rodzenia służy doskonałości i szczęściu człowieka.
Świat zmysłowy nie jest jednak wieczny, lecz stworzony. Na zarzut neoplatoników, że jeżeli stworzenie nastąpiło w konkretnym momencie, a Stwórca nie uczynił go wcześniej, to stworzenie jest względem Niego przypadkowe, Eneasz odpowiada, że skoro Bóg jest czystym Aktem, nie mógł być nieczynny w żadnym momencie, lecz jest Stwórcą odwiecznie i odwiecznie nosił w sobie inteligibilny świat, który stworzył w czasie. Zmysłowy świat dostępny jest kontemplacji dzięki swym przejawom: Kiedy malarz ma piękny wzór, robi wiele jego kopii, a żadna ich część nie gubi piękna pierwowzoru. Podobnie przez różnorodność przedmiotów i sposobów ich powstania jesteśmy prowadzeni do lepszej kontemplacji idei („logoi”) ukrytych za nimi.
Zmysłowy świat podlega zmianom, nawet gwiazdy są śmiertelne. Jego historia wiedzie jednak od śmiertelności tego co zmysłowe ku nieśmiertelności tego co inteligibilne. Człowiek jest centrum tego świata i jego spełnieniem, nie tylko teraz, ale i w przyszłym życiu, jako że nieśmiertelne dusze, potrzebujące ciała, potrzebują również miejsca. Będą to jednak inne ciała i inne miejsca, duchowe i niematerialne.

## Przekłady w języku polskim
- Eneasz z Gazy, Listy, przeł. Marek Starowieyski, „Meander” 28 (1973), z. 2, s. 3-22, z. 8, s. 93-108[4].